# Fredsmonumentet i Karlstad

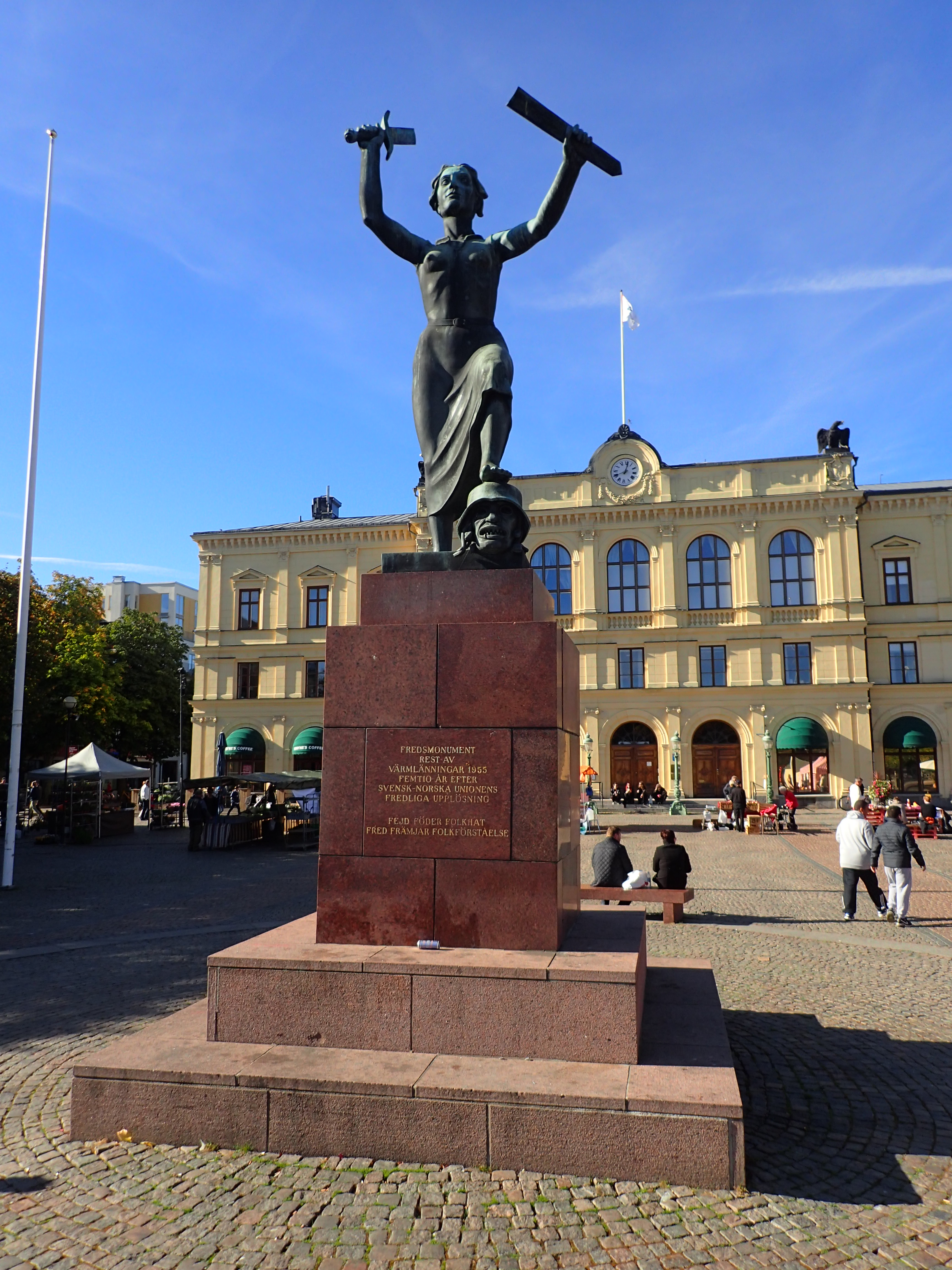
Fredsmonumentet med Karlstads rådhus i bakgrunden

Fredsmonumentet i Karlstad står på Stora torget och är skapat av Ivar Johnsson. 
Skulpturen föreställer en kvinna som håller ett brutet svärd, med ena foten på huvudet av en soldat. Minnesmärket restes år 1955 till minne av den fredliga unionsupplösningen mellan Sverige och Norge år 1905.
År 1945 fick stadsfullmäktige en skrivelse från Föreningen Nordens värmlandskrets angående ett monument över unionsupplösningen, som skedde i Frimurarlogens hus i Karlstad. År 1952 fick Ivar Johnsson uppdraget att förverkliga idén. I mars 1954 presenterade han ett förslag och den 23 september 1955 kunde monumentet invigas av Gustaf VI Adolf och Norges kronprins Olav.
Till skulpturen hörde ursprungligen två figurer i granit som håller i Sveriges och Norges riksvapen. Dessa står sedan 1995 utanför Frimurarelogen vid Stora torget i Karlstad.